# Luperus longicornis
Espèce
Luperus longicornis est une espèce d'insectes coléoptères de la famille des chrysomélidés, de la sous-famille des galérucinés (galéruques).